# ألبرت فيتش
ألبرت فيتش (بالإنجليزية: Ebenezer Fitch)‏ هو أمين مكتبة ومدرس وقسيس أمريكي، ولد في 26 سبتمبر 1756 في نورويتش في الولايات المتحدة، وتوفي في 21 مارس 1833 في West Bloomfield, New York ‏ في الولايات المتحدة.